# 汝城毛叶茶
汝城毛叶茶（学名：Camellia pubescens）为山茶科山茶属的植物。分布于中国大陆的湖南等地，生长于海拔270米的地区，一般生长在疏林下，目前尚未由人工引种栽培。